# ハンコック郡 (イリノイ州)
ハンコック郡 (英: Hancock County) は、アメリカ合衆国イリノイ州の西端部に位置する郡である。人口は20,121人（2000年）。郡庁所在地はカーセッジである。アイオワ州およびミズーリ州にもまたがるフォートマディソン・キオカック小都市圏を形成している。

## 歴史
ハンコック郡は1812年戦争の際、退役者への報酬として軍管区の一部として設置された。実際の設置は域内のアメリカインディアンの反発により遅れたが、1832年のブラック・ホーク戦争終結後和解がすすんだ。
1925年1月13日、パイク郡を分割してハンコック郡が誕生した。名称はアメリカ独立宣言に最初に署名したジョン・ハンコックにちなんで名付けられた。
郡内のナヴーは1840年代にはイリノイ州有数の人口を抱えた。（この時期ナヴーには末日聖徒イエス・キリスト教会の本部があった）。1844年に指導者のジョセフ・スミス・ジュニアがカーセッジで殺害されて以降モルモン教徒は街を去り、人口は減少した。今日、ハンコック郡はモルモン教徒にとって重要な場所であるとして訪れる信者が多い。
郡の裁判所はモンテベロ(Montebello、ノーヴーとハミルトンの間にあったが現在は無い)にあった。1833年、州政府は郡の中心部に位置して建設途上であったカーセッジを郡庁所在地に指定した。モンテベロの裁判所は1939年にカーセッジの新庁舎が完成するまで使用され、その後もこのログハウスは1945年まで、学校などとして使用された。
3700ドルを投じて建設された新庁舎は1906年まで使用された。1858年には上院議員選挙におけるスティーブン・A・ダグラスとエイブラハム・リンカーンの討論がここでも行われた。
1906年に改築のため解体され、1908年10月21日に3代目の庁舎が完成した。

## 地理
アメリカ合衆国統計局によると、総面積2,109.6km2(814.54 mi2) 、このうち2,058.1km2 (794.62 mi2) が陸地で51.6km2 (19.92 mi2) が水面である。総面積の2.45%が水面となっている。ミシシッピ川が西端部を南北に流れ、ミズーリ州との境界を成している。

### 主な高速道路
- 高速136号線
- 州道9号線
- 州道61号線
- 州道94号線
- 州道96号線
- 州道336号線

### 隣接する郡
- ヘンダーソン郡 （北）
- マクドナウ郡 （東）
- スカイラー郡 （南東）
- アダムズ郡 （南）
- ルイス郡 (ミズーリ州) （南西）
- クラーク郡 (ミズーリ州)（西）
- リー郡 (アイオワ州) （北西）

## 人口
2000年国勢調査では、この郡は人口20,121人、8,069世帯、及び5,607家族が暮らしている。人口密度は10/km2 (25/mi2) 。8,909軒の住宅が建っており、密度は4/km2 (11/mi2) 。この郡の人種構成は白人98.68%、アフリカ系0.2%、ネイティブアメリカン0.18%、アジア系0.23%、ポリネシア系0.02%、その他の人種0.13%、及び混血0.56%である。また、0.52%はヒスパニックまたはラテン系である。35.5%がドイツ系、20.7%がアメリカ系、12.0%がイギリス系、10.0%がアイルランド系である。98.8%が英語話者で1.0%がスペイン語話者である。
8,069世帯のうち30.50%に18歳以下の子供がおり、58.90％が夫婦の世帯、7.60％の世帯主が夫のいない女性、30.50％は男性のみの世帯である。26.90％は単身世帯で13.80％は65歳以上の高齢者世帯である。1世帯当たりの人数は2.45人、1家族当たりの人数は2.96人である。
この郡内の住民は24.60%が18歳未満の未成年、18歳以上24歳以下が7.10%、25歳以上44歳以下が25.50%、45歳以上64歳以下が24.50%、及び65歳以上が18.30%。中央値年齢は40歳である。女性100人に対して男性は94.20人である。18歳以上の女性100人に対して男性は90.20人である。
この郡の世帯ごとの平均収入は36,654米ドルであり、家族ごとの平均収入は44,457米ドルである。男性の平均収入31,095米ドルに対して女性の平均収入は20,680米ドルである。この郡の一人当たりの収入 (per capita income) は17,478米ドルである。人口の8.30%及び家族の5.40%は貧困線以下である。全人口のうち18歳未満の9.90%及び65歳以上の8.20%は貧困線以下の生活を送っている。

## 都市及び町
- カーセッジ（郡庁所在地）
- ウォーソー
- ラ・ハープ
- ナヴー
- ハミルトン
- ダラス・シティ（一部はヘンダーソン郡にまたがる）
- オーガスタ
- バスコ
- ベントリー
- ボーエン
- エルヴァストン
- フェリス
- プリマス
- ファウンテングリーン
- ポントゥーサック
- ウェストポイント